# NGC 348
NGC 348 è una galassia a spirale situata nella costellazione della Fenice.
Fu scoperta il 3 ottobre 1834 da John Herschel.